# 2009-es fehérorosz labdarúgó-bajnokság (első osztály)
A 2009-es Visejsaja Liha 14 csapat részvételével 2009. április 6-án rajtolt és november 8-án ért véget. A BATE együttese megvédte bajnoki címét, majd később elhódította a nemzeti kupát is.
Az élvonaltól az FK Homel, a Hranyit Mikasevicsi, illetve az FK Szmarhony csapatai búcsúztak, míg a másodosztályból – az első osztály újabb létszámcsökkentése miatt – csak a Belsina Babrujszk jutott fel.

## A bajnokság rendszere
A bajnokság a hideg fehérorosz tél miatt tavaszi–őszi lebonyolítású. A 14 csapat oda-visszavágós, körmérkőzéses rendszerben mérkőzik meg egymással, egyszer pályaválasztóként, egyszer pedig idegenben. A bajnokság győztese a fehérorosz bajnok.

## Változások az előző szezonhoz képest
A bajnokság létszámát 16 csapatról 14 csapatra csökkentették, így három csapat búcsúzott az élvonaltól és mindössze 1 csapat jutott fel a másodosztályból.
Búcsúzott az élvonaltól
- Lakamativ Minszk, 14. helyen
- Szavit Mahiljov, az élvonal 15. helyen
- Darida, az élvonal 16. helyen

Feljutott az élvonalba
- FK Minszk, a másodosztály győztese

## Csapatok, stadionok, vezetőedzők
| Csapat              | Város       | Stadion           | Befogad. | Vezetőedző            |
| ------------------- | ----------- | ----------------- | -------- | --------------------- |
| BATE                | Bariszav    | Haradszki Stadion | 5 500    | Viktar Hancsarenka    |
| Dinama Breszt       | Breszt      | Lakamativ Stadion | 10 080   | Javhen Tracjuk        |
| Dinama Minszk       | Minszk      | Dinama Stadion    | 40 000   | Szjarhej Hurenka      |
| Dnyapro Mahiljov    | Mahiljov    | Szpartak Stadion  | 7 990    | Andrej Szkarabahacka  |
| FK Homel            | Homel       | Központi Stadion  | 14 000   | Andrej Juszipec       |
| Hranyit Mikasevicsi | Mikasevicsi |                   |          | Valeri Bahno          |
| FK Minszk           | Minszk      | Tarpeda Stadion   | 5 200    | Szjarhej Jaromka      |
| MTZ-RIPA            | Minszk      | Traktar Stadion   | 17 600   | Juri Puntusz          |
| Naftan Navapolack   | Navapolack  | Atlant Stadion    | 5 300    | Ihar Kavalevics       |
| Nyoman Hrodna       | Hrodna      | Nyoman Stadion    | 6 300    | Aleh Raduska          |
| Sahcjor Szalihorszk | Szalihorszk | Sahcjor Stadion   | 4 200    | Juri Vjarhejcsik      |
| FK Szmarhony        | Szmarhony   | Junactva Stadion  | 3 000    | Georgij Kondratyjev   |
| Tarpeda Zsodzina    | Zsodzina    | Tarpeda Stadion   | 3 020    | Aleh Kubarev          |
| FK Vicebszk         | Vicebszk    | Központi Stadion  | 8 350    | Aljakszandr Hackevics |

## A végeredmény
| #   | Csapat                  | M  | GY | D | V  | G+ – G– | GK  | P                                    | Megjegyzések                                   |
| --- | ----------------------- | -- | -- | - | -- | ------- | --- | ------------------------------------ | ---------------------------------------------- |
| 1.  | BATE CV (B, KGY)        | 26 | 19 | 5 | 2  | 55–16   | +39 | 62                                   | 2010–2011-es Bajnokok Ligája – 2. selejtezőkör |
| 2.  | Dinama Minszk           | 26 | 14 | 8 | 4  | 38–18   | +20 | 50                                   | 2010–2011-es Európa-liga – 2. selejtezőkör     |
| 3.  | Dnyapro Mahiljov        | 26 | 12 | 4 | 10 | 31–26   | +5  | 40                                   | 2010–2011-es Európa-liga – 1. selejtezőkör     |
| 4.  | Naftan NavapolackK      | 26 | 12 | 2 | 12 | 28–39   | −11 | 38                                   |                                                |
| 5.  | Dinama Breszt           | 26 | 10 | 8 | 8  | 30–24   | +6  | 38                                   |                                                |
| 6.  | Sahcjor Szalihorszk     | 26 | 10 | 8 | 8  | 33–28   | +5  | 38                                   |                                                |
| 7.  | Nyoman Hrodna           | 26 | 11 | 4 | 11 | 23–31   | −8  | 37                                   |                                                |
| 8.  | Tarpeda Zsodzina        | 26 | 10 | 7 | 9  | 31–22   | +9  | 37                                   | 2010–2011-es Európa-liga – 1. selejtezőkör1    |
| 9.  | FK MinszkÚ              | 26 | 11 | 3 | 12 | 33–26   | +7  | 36 \|rowspan="3" bgcolor="#FAFAFA"\| |                                                |
| 10. | FK Vicebszk             | 26 | 10 | 2 | 14 | 26–37   | −11 | 32                                   |                                                |
| 11. | MTZ-RIPA                | 26 | 8  | 6 | 12 | 34–38   | −4  | 30                                   |                                                |
| 12. | FK Homel (K)            | 26 | 8  | 5 | 13 | 31–47   | −16 | 29                                   | Persaja Liha                                   |
| 13. | Hranyit Mikasevicsi (K) | 26 | 6  | 7 | 13 | 27–39   | −12 | 25                                   | Persaja Liha                                   |
| 14. | FK Szmarhony (K)        | 26 | 2  | 9 | 15 | 17–46   | −29 | 15                                   | Persaja Liha                                   |

Forrás: football.by (oroszul) 
A rangsorolás alapszabályai: 1. összpontszám, 2. győzelmek száma, 3. egymás elleni eredmények összpontszáma, 4. egymás elleni eredmények gólkülönbsége, 5. egymás elleni mérkőzéseken szerzett idegenbeli gólok száma, 6. gólkülönbség, 7. szerzett gólok száma, 8. idegenben szerzett gólok száma.
1A bajnok BATE Bariszav nyerte a fehérorosz kupát, így a másik döntős Tarpeda Zsodzina a 2010–2011-es Európa-liga 1. selejtezőkörében indulhat.
(B): Bajnokcsapat, (K): Kieső csapat, (F): Feljutó csapat, (I): Kupainduló, (R): A rájátszás győztese, (KGY): Kupagyőztes

## Kereszttábla
| Hazai \ Vendég1     | BAT | DBR | DMI | DNY | HOM | HRA | MIN | MTZ | NAF | NYO | SAH | SZM | TZS | VIC |
| BATE                |     | 1–0 | 1–1 | 1–0 | 3–0 | 1–1 | 1–0 | 2–2 | 4–0 | 6–0 | 2–3 | 2–0 | 3–0 | 3–1 |
| Dinama Breszt       | 1–2 |     | 0–1 | 0–0 | 3–1 | 3–1 | 1–2 | 1–0 | 2–0 | 2–0 | 1–1 | 1–1 | 2–2 | 3–0 |
| Dinama Minszk       | 1–3 | 2–0 |     | 5–2 | 1–2 | 1–0 | 2–1 | 5–0 | 2–0 | 2–0 | 0–1 | 1–1 | 0–0 | 2–1 |
| Dnyapro Mahiljov    | 3–1 | 0–0 | 0–1 |     | 2–0 | 1–2 | 3–2 | 0–1 | 2–1 | 1–2 | 1–0 | 4–0 | 0–0 | 3–2 |
| FK Homel            | 0–3 | 3–1 | 1–2 | 2–0 |     | 1–1 | 1–3 | 3–3 | 1–3 | 0–3 | 2–1 | 3–2 | 2–1 | 1–1 |
| Hranyit Mikasevicsi | 1–3 | 1–1 | 2–1 | 1–0 | 0–2 |     | 1–4 | 1–2 | 0–2 | 3–0 | 2–1 | 1–1 | 1–3 | 1–2 |
| FK Minszk           | 0–1 | 2–0 | 0–0 | 2–1 | 1–0 | 1–0 |     | 1–2 | 2–0 | 0–0 | 1–1 | 2–0 | 0–4 | 0–1 |
| MTZ-RIPA            | 0–2 | 1–1 | 0–2 | 0–1 | 4–2 | 2–2 | 1–0 |     | 4–0 | 0–2 | 1–2 | 2–1 | 0–0 | 1–2 |
| Naftan Navapolack   | 0–4 | 1–0 | 0–2 | 2–1 | 1–2 | 3–1 | 1–0 | 2–1 |     | 2–0 | 0–4 | 3–0 | 1–0 | 2–1 |
| Nyoman Hrodna       | 1–2 | 0–1 | 0–0 | 0–1 | 1–0 | 0–0 | 2–1 | 2–1 | 2–0 |     | 2–1 | 1–1 | 1–0 | 1–0 |
| Sahcjor Szalihorszk | 0–1 | 1–1 | 1–1 | 1–2 | 1–1 | 0–0 | 0–5 | 1–0 | 1–1 | 2–0 |     | 2–0 | 0–1 | 3–0 |
| FK Szmarhony        | 0–0 | 0–1 | 0–0 | 0–2 | 1–1 | 1–0 | 1–3 | 0–4 | 2–2 | 0–2 | 2–2 |     | 0–1 | 0–3 |
| Tarpeda Zsodzina    | 1–1 | 1–2 | 0–0 | 0–0 | 4–0 | 1–3 | 1–0 | 2–1 | 0–1 | 3–0 | 1–2 | 1–2 |     | 3–0 |
| FK Vicebszk         | 0–2 | 0–2 | 2–3 | 0–1 | 1–0 | 2–1 | 1–0 | 1–1 | 1–0 | 2–1 | 0–1 | 2–1 | 0–1 |     |

Utolsó felvett mérkőzés dátuma: 2009. november 8. 
Forrás: football.by (oroszul) 
1A hazai csapatok a bal oldali oszlopban szerepelnek.
Színek: Zöld = hazai győzelem; Sárga = döntetlen; Piros = vendéggyőzelem.
 

## A góllövőlista élmezőnye
Forrás: A Visejsaja Liha hivatalos oldala Archiválva 2011. július 6-i dátummal a Wayback Machine-ben (oroszul).
15 gólos
- Maycon (FK Homel)

14 gólos
- Szjarhej Krivec (BATE)

12 gólos
- Makszim Szkavis (BATE)

11 gólos
- Givi Kvarachelia (MTZ-RIPA)
- Raman Vasziljuk (Dinama Breszt)

9 gólos
- Dzmitrij Mazalevszki (Dinama Breszt)
- Andrej Razin (FK Minszk)

8 gólos
- Aljakszandr Havruska (Dinama Minszk)
- Andrej Ljaszjuk (Dnyapro Mahiljov)

## Külső hivatkozások
- A Visejsaja Liha hivatalos oldala Archiválva 2010. december 22-i dátummal a Wayback Machine-ben (oroszul)